# アリストメネス
アリストメネス（希：Ἀριστομένης、ラテン文字転記：Aristomenes、アリストメネース、紀元前7世紀）は第二次メッセニア戦争のメッセニア人の指導者である。

## 第二次メッセニア戦争
紀元前724年に終戦した第一次メッセニア戦争でメッセニアはスパルタに敗れ、メッセニア人はヘイロータイの身に落とされ、スパルタ人の過酷な支配を受けた。メッセニア人には将来に亘って待遇の改善の見込みがなく、彼らは今のままでいるよりは戦って死ぬかペロポネソスから完全に亡命してしまうほうが良いと考え、反乱の機運が高まった。メッセニア人は軍備を整えたり、事前にアルゴスやアルカディアを同盟者に引き入れるなど準備を整え、紀元前685年に決起した。
反乱の同年に最初の会戦であるデレスの戦いが起こった。この戦いは引き分けに終わったものの、この戦いで活躍したアリストメネスは王家の末裔でもあったためか人々によって王に選ばれた。しかし彼は王位を辞退して絶対権を持つ将軍になった。戦争の二年目、猪塚の戦いが起こった。この戦いでアリストメネスはスパルタ王アナクサンドロス率いる親衛隊を蹴散らし、勝利した。続いてラコニアのパライ（またはパリス）市から家畜を奪い、帰路を襲ったアナクサンドロスを再び破った。
紀元前682年、大掘割の戦いが起こった。メッセニア側には同盟軍としてアリストクラテス2世率いるアルカディア軍がいたが、彼はスパルタ側から買収されていたため、いざ戦いという時に軍を引き上げた。このため孤立したメッセニア軍はなすすべもなく敵に包囲され、アリストメネスの奮戦虚しく多数のメッセニア人が戦死した。大敗北の後アリストメネスは内陸地域を放棄し、住民たちをヘイラ山へと避難させた。スパルタはこれを包囲したが、メッセニア側は11年間もの間ヘイラ山を守り抜いた。その間アリストメネスはゲリラ戦を展開し、今や敵地となった領土を略奪して回った。
アミュークライからの帰りにアリストメネスは二人の王が率いるスパルタ軍と遭遇し、戦いに移った。アリストメネスは捕えられ、他の捕えられた兵士と共にケアダスの谷に投げ込まれた。唯一人生き残ったアリストメネスは死体をあさりに来た狐の後をつけて出口を発見し、ケアダスの谷を脱出した。そして彼は無事ヘイラに戻った。
包囲から11年目、ヘイラはスパルタ軍から豪雨に乗じた夜襲を受けた。メッセニア軍は二日目までは踏みとどまったものの、三日目にヘイラから退去した。この退却戦でアリストメネスは先陣を占め、殿の指揮を息子のマンティクロスに執らせた。スパルタ軍は死に物狂いの敵と戦うよりは敵を逃がすことを選び、メッセニア人は敵陣を通り抜けることができた。その後メッセニア人はアルカディアのアリストクラテスの許に逃げた。アリストメネスはそこで命を惜しまないと見た500人を選抜し、スパルタ市を直接攻撃しようと考え、アルカディア人まで300人がそれに参加しようとしたが、占いで吉兆を示さなかったため取りやめた。翌日、アリストクラテスが密かにスパルタにアリストメネスの計画を知らせる手紙を送ったこと、さらに大掘割の戦いでの退却の事実が露見し、アリストクラテスはアルカディア人によって石打ちで殺された。

## その後
ピュロスやモトネといったメッセニア沿岸の住民はアリストメネスに新たな住処を探すための殖民団の指導者になるよう頼んだが、依然スパルタと戦う気だったアリストメネスは自身の代わりに二人の息子、ゴルゴスとマンティクロスを指導者として送った。
ロドス島のイアリュソスの王ダマゲトスはギリシア一立派な人の娘を嫁に貰うようにという神託を受け、アリストメネスの三番目の娘を妻にした。アリストメネスは娘と共にロドスへ向ったが、その地で病死した。ダマゲトスとロドスの住民たちはアリストメネスのために立派な墓を作り、彼を祀った。